# Kuty (rejon homelski)
Kuty (biał. Куты; ros. Куты, Kuty) – osiedle na Białorusi, w obwodzie homelskim, w rejonie homelskim, w sielsowiecie Ciareszkawiczy.